# Fältuniform 90

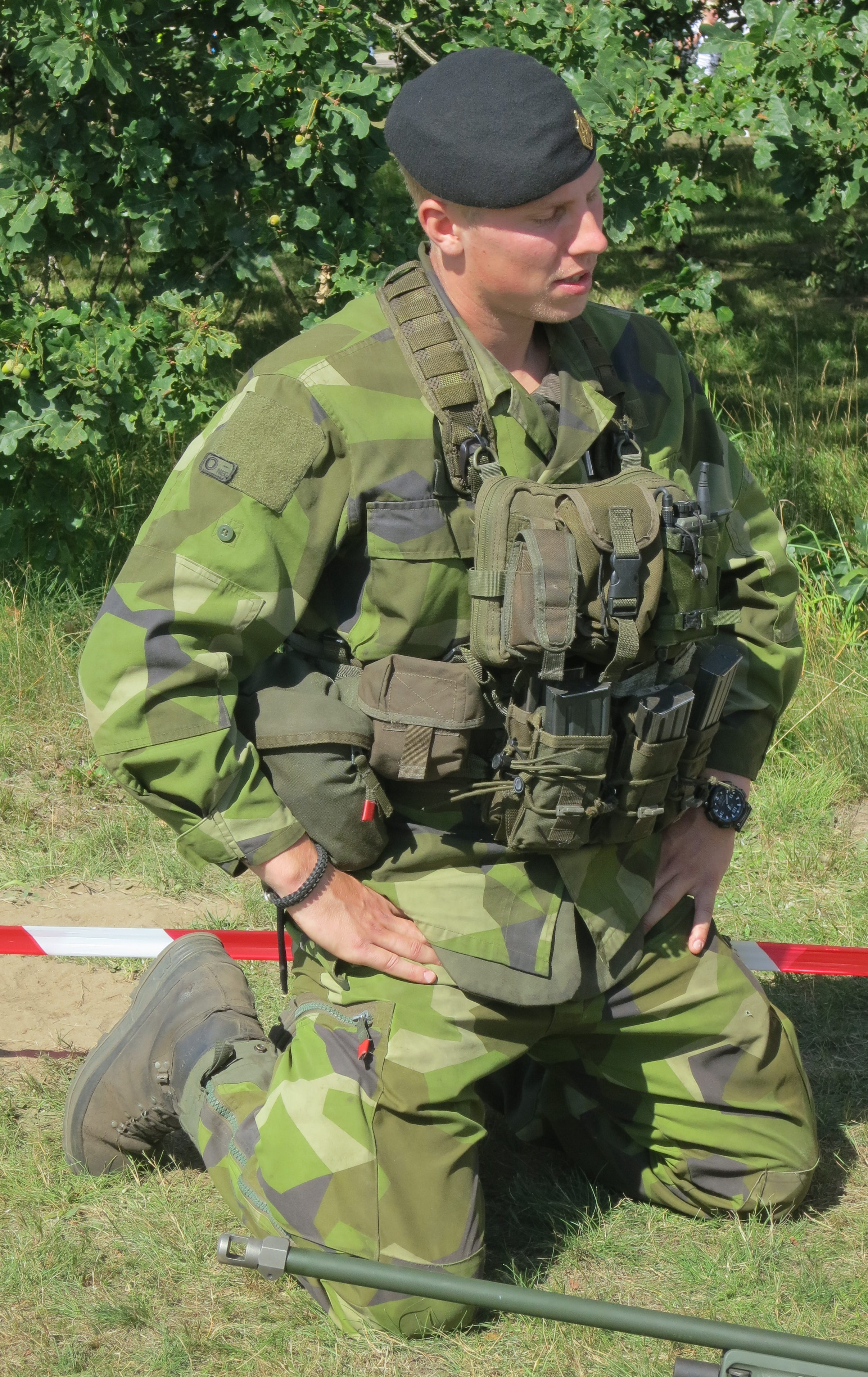
Soldat i fältuniform 90 lätt och stridsväst.

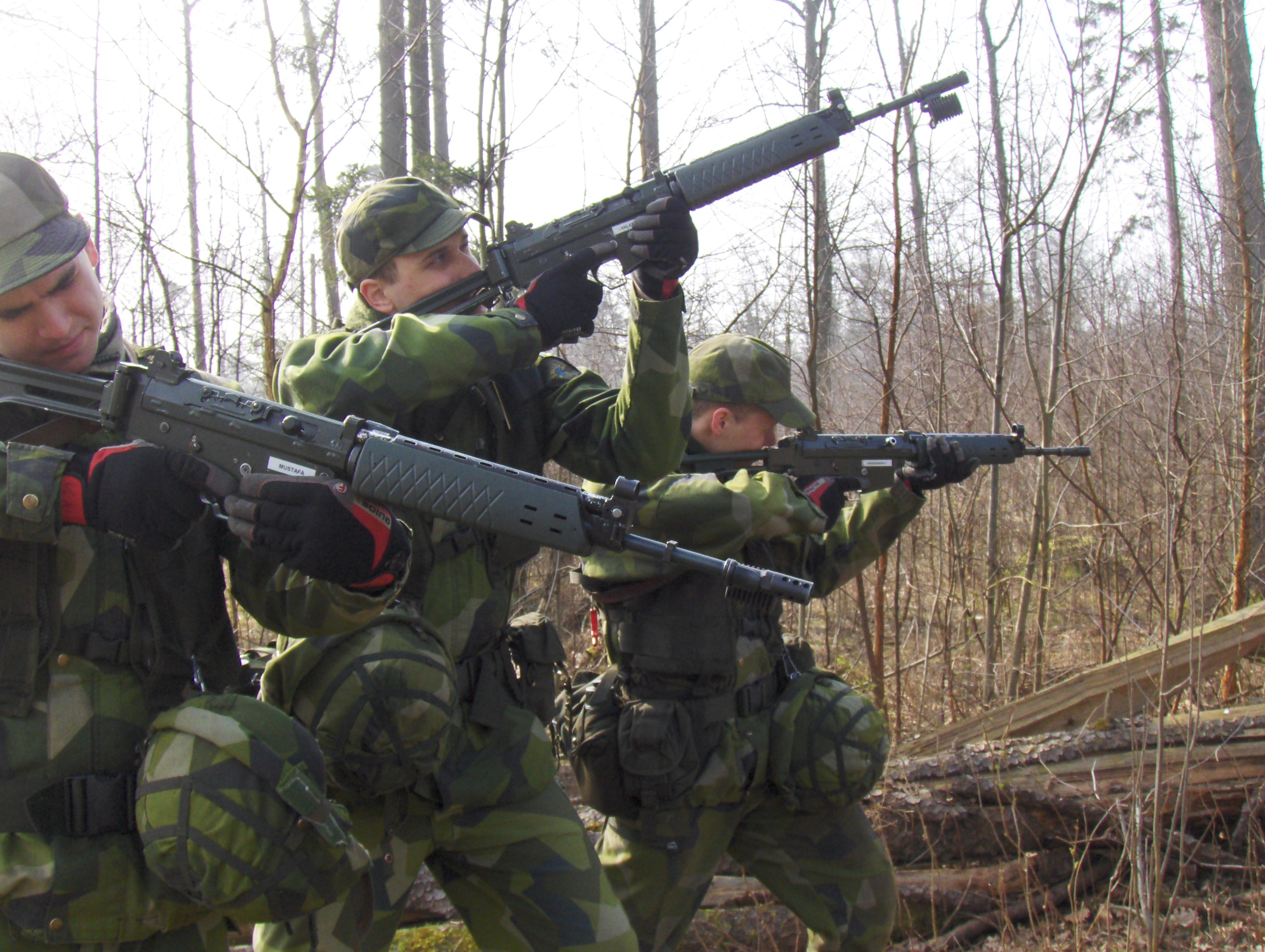
Soldater i fältuniform 90

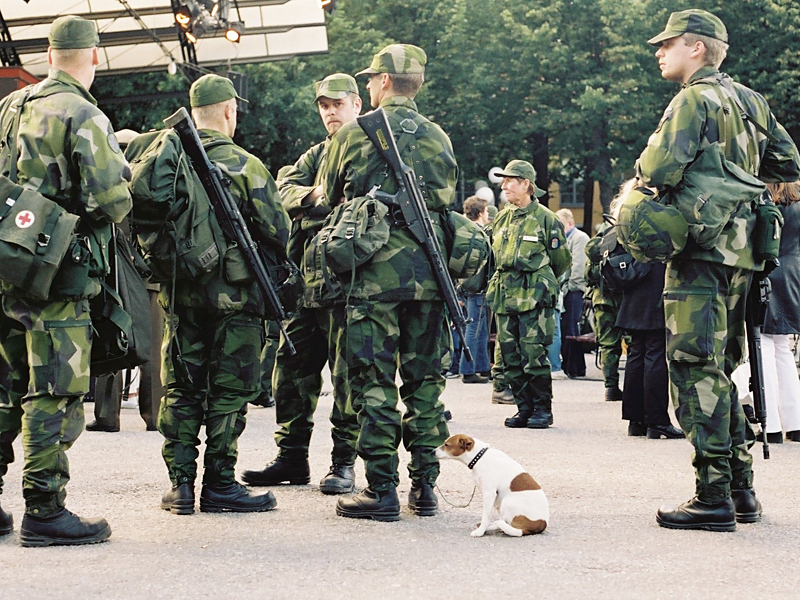
Hemvärnssoldater i Kungsträdgården 2001 iklädda fältuniform 90.

Fältuniform 90 är det nuvarande fältuniformssystemet inom försvarsmakten. 
Fältuniformen utarbetades i Sverige på 1980-talet av en grupp under ledning av överste av första graden Rolf Öhman på Försvarets materielverk. 
Fältuniform 90 ersatte uniform m/1958, uniform m/1959 och uniform m/69. Systemet infördes formellt 1990, men var i praktiken ute på flera förband redan under andra halvan av 1980-talet. 
Under utvecklingen fanns mycket nytänkande, för första gången inkluderades en psykologisk infallsvinkel, estetiken är inte bara gjord från en funktionell infallsvinkel (kamouflage) utan även med hänsyn till hur det känns att bära den estetiskt, eftersom stridsmoralen i hög grad påverkas av sådana faktorer. 
Fältuniform 90 är basuniformen inom Försvarsmakten och är gjord för att kunna bäras året om. Den är både slitstark och funktionell, allt för att möta soldatens behov. Tyget som används vid tillverkningen av Fältuniform 90 är flamskyddat och oljeavvisande.
Man får inte bära uniform vid politiska demonstrationer, om man är frihetsberövad eller avstängd från arbetet. Man får inte heller utan tillstånd bära uniform vid marknadsföring eller förvärvsarbete som inte är direkt kopplat till Försvarsmakten. Militär personal får dock bära uniform i PRIDE-parader.
Om man bär Fältuniform 90 är man personligt ansvarig att hålla den ren och ha korrekta tjänstetecken. Om arbetet är nedsmutsande ska överdragsklädsel användas.

## Persedlar
Här nedan följer de persedlar som ingår i fältuniform 90.

### Uniformspersedlar
- Baskermössa m/1960/Baskermössa m/1952
- Fältjacka 90/Fältjacka 90P/Fältjacka 90H
- Fältbyxor 90/Fältbyxor 90P/Fältbyxor 90H
- Byxbälte, gråbrungrönt eller mörkblått
- Fältskjorta 90
- Fältmössa 90/Fältmössa m/1959 (fram till 1998)
- Hjälm 90
- Hjälm 18
- Hjälmunderlag 90
- Marschkängor 90
- Marschkängor 08

### Förstärkningsplagg
- Grå/stålgrå halsduk
- Värmetröja 90
- Handskar
- Kroppsskydd 90
- Kroppsskydd 94
- Pälsmössa m/1959
- Regnställ 90
- Skinnjacka, grön (endast helikopterpersonal)
- Stövlar 90
- T-tröja
- Värmejacka 90
- Värmebyxor 90
- Skaljacka 08
- Skalbyxor 08

Uniformen har också gjorts i en variant i form av en overall i stället för fältjacka och fältbyxor, men denna togs aldrig i reguljärt bruk.

## Varianter

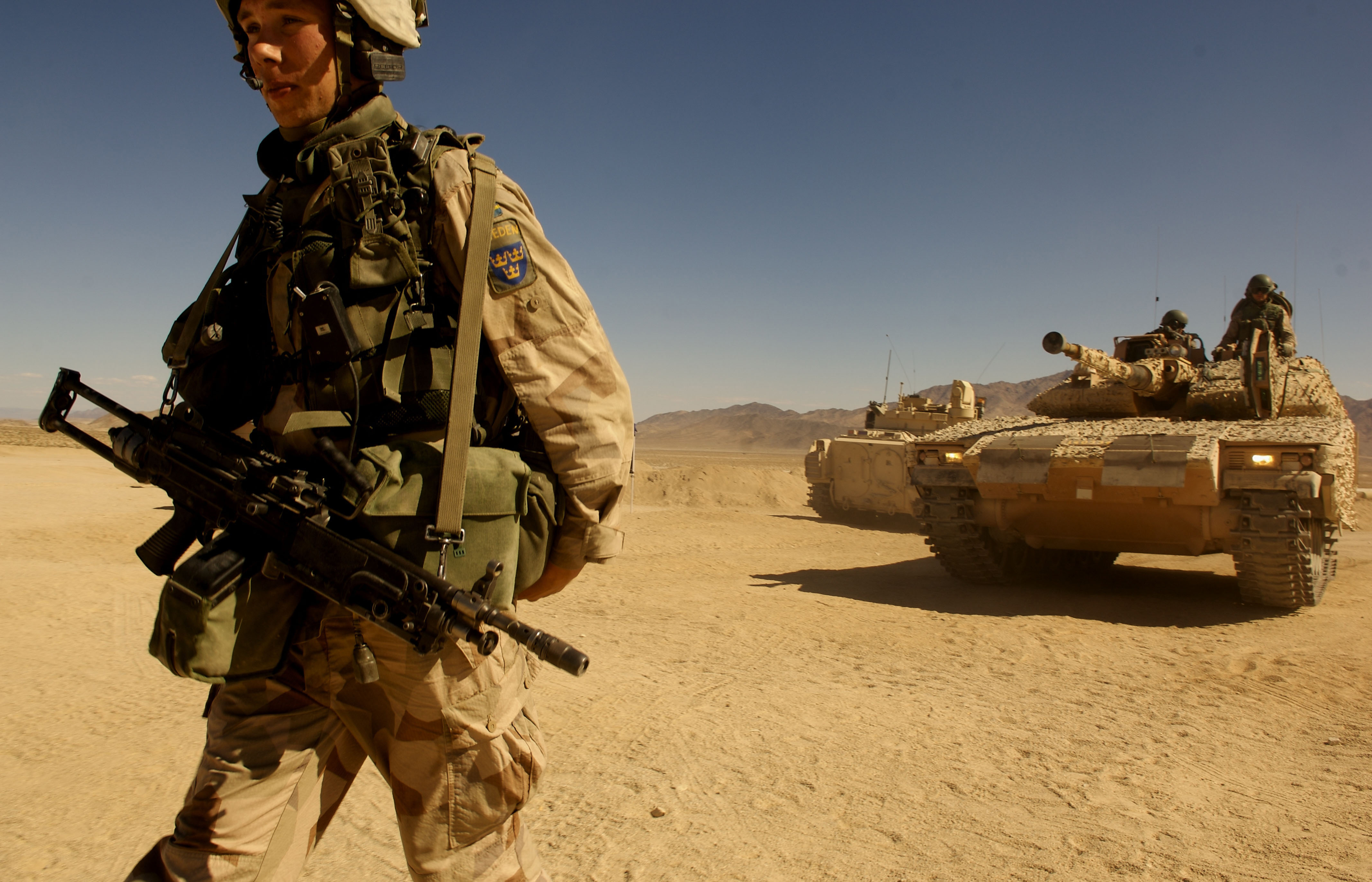
Soldat i Fältuniform 90 TR BE under en övning i Kalifornien 2007.

Fältuniformssystem 90 har ett antal varianter, bland annat avsedda för vinter- tropisk eller ökenmiljö. 

### Fältuniform 90 L
Fältuniform 90 Lätt bärs istället för fältjacka 90 som fredsutrustning under varmare väderlek och inomhus när fältuniform bärs i daglig tjänst. Den utgör inte korrekt fältjacka under insats när färdiga till strid kommenderats. Ärmarna får vikas upp ovanför armbågarna. Fältbyxan saknar foder under dragkedjan vid vaden för ökad ventilation. 

### Fältuniform 90 P
Fältuniform 90 Pansar bärs av personal som regelmässigt tjänstgör i besättning i stridsfordon eller på stridsbåt. Denna uniform kan av säkerhetsskäl inte ersättas med andra uniformer. Jackan har foder för extra brandskydd och insydda vadderingar för skydd mot vassa kanter på fordon. Även byxorna har extra foder. För besättning i stridsfordon används skyddsskor med stålhätta.

### Fältuniform 90 TR GR
Fältuniform 90 Tropik Grön används vid internationella uppdrag i tropisk miljö. Den är till utformningen lik fältuniform 90 Lätt, men har bland annat ett tunnare våffelmönstrat tyg samt knappar på fickorna i stället för dragkedjor och kardborrband. Fälthatt 90 tilldelas för skydd mot stark sol. 

### Fältuniform 90 TR BE
Fältuniform 90 Tropik Beige är mycket lik den gröna varianten och den enda skillnaden är att kamouflagemönstret är anpassat till ökenmiljö.

### Fältuniform 2002 ADYK
Fältuniform 2002 ADYK är anpassad för tjänstgöring inom vissa jägar- och specialförband. Fältjacka 2002 Attackdykare har vattenavvisande förmåga och kan samtidigt släppa igenom fukt. På denna uniform får inte extra tjänstetecken fästas på jackan. Fältbyxa 2002 Attackdykare har samma egenskaper som jackan.

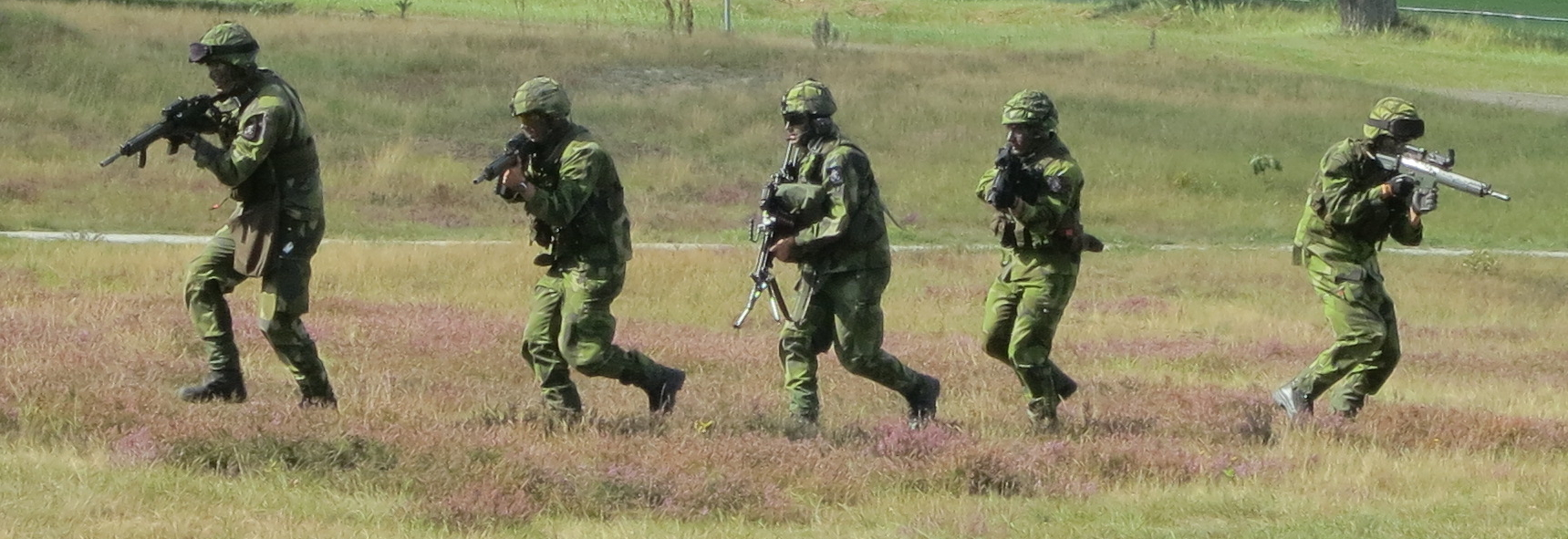
Soldater i fältuniform 90.

### Webbkällor
- Instruktion för Försvarsmakten - Uniformsbestämmelser, Kapitel 2